# Marcin Oracewicz

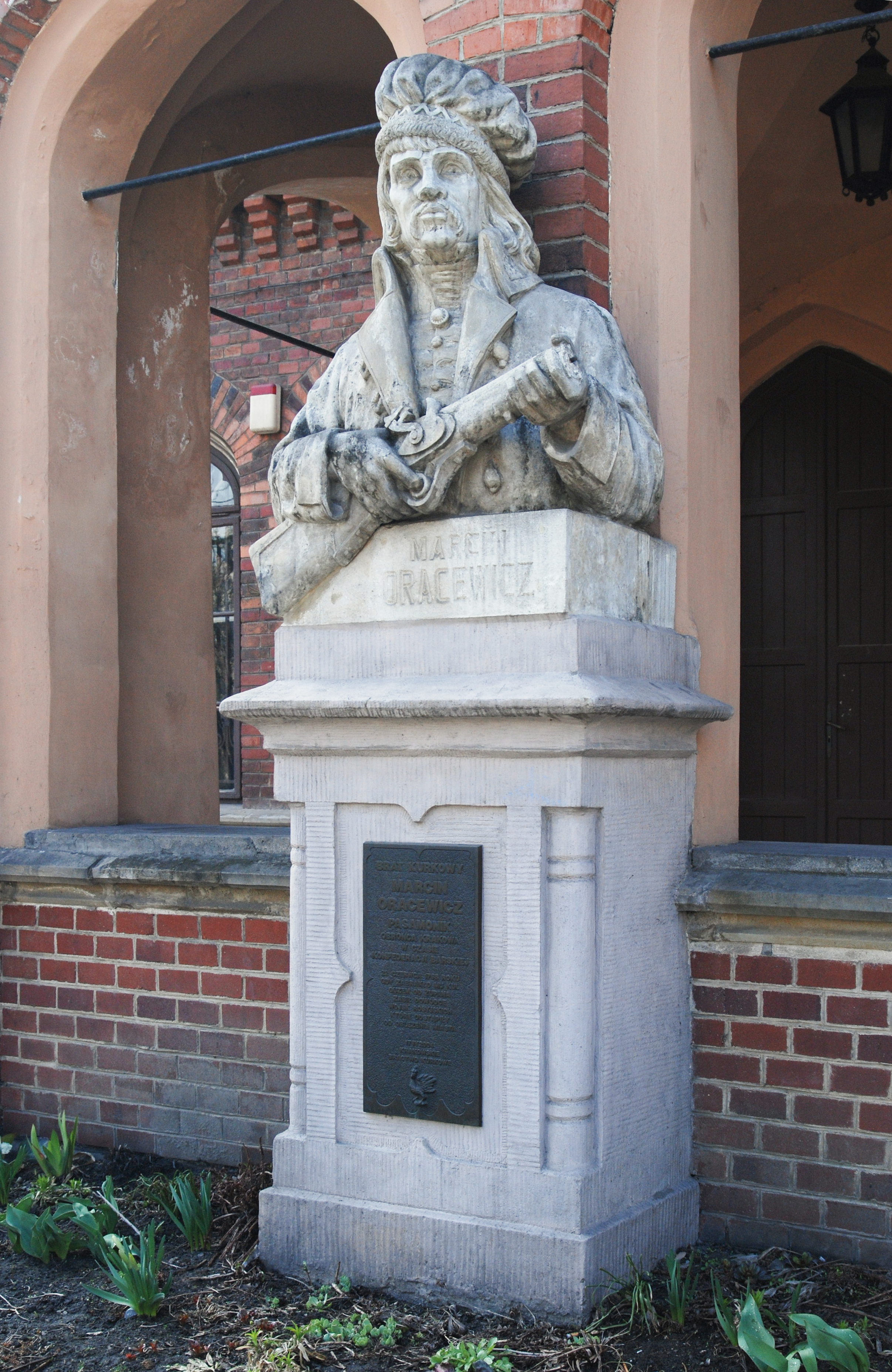
Popiersie Marcina Oracewicza przed Celestatem w Krakowie

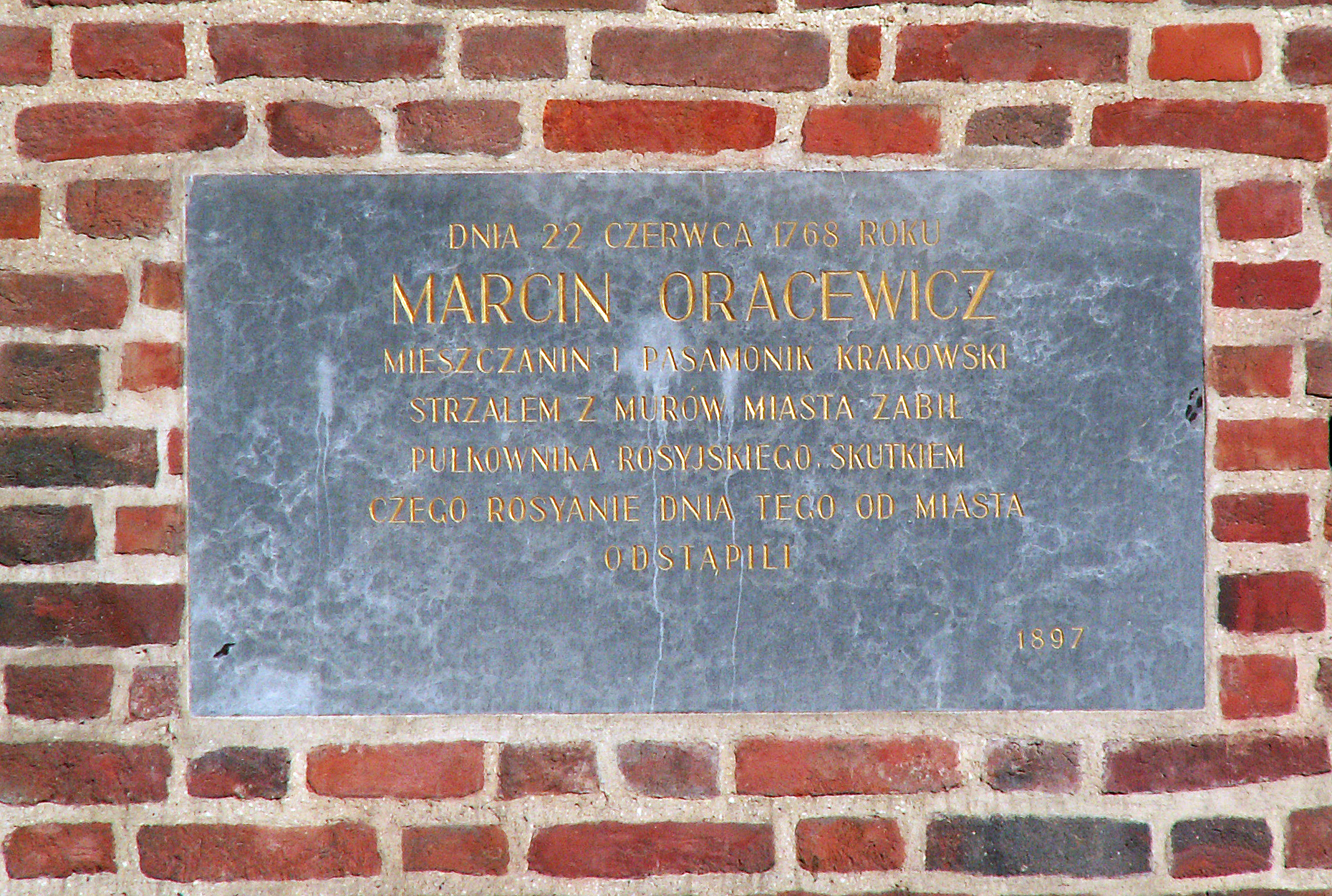
Tablica pamiątkowa Marcina Oracewicza na Barbakanie w Krakowie

Marcin Oracewicz (ur. ok. 1720, zm.  w 1790 w Krakowie) – mieszczanin krakowski, bohater obrony Krakowa przed Rosjanami w czasie Konfederacji barskiej w czerwcu 1768 roku.
Syn Marcina (starszego), który przybył do Krakowa z Lubowli na Spiszu i zmienił nazwisko na Oracewicz. 
Przyjął obywatelstwo miasta Krakowa dn. 17 listopada 1745. W latach 1747–1772 mieszkał i prowadził warsztat w Szarej Kamienicy na Rynku Głównym. Był pasamonikiem, w latach 1765–1773 pełnił funkcję starszego cechu. Był członkiem Bractwa Kurkowego i doskonałym strzelcem.
22 czerwca 1768 w czasie konfederacji barskiej stanął do obrony miasta. Według relacji o. Wincentego Wytyszkiewicza OFM, z 1792 r. po dwukrotnym trafieniu nieprzyjacielskiego oficera bez żadnych skutków, za trzecim razem strzelił z broni nabitej guzem od żupana i zabił dowodzącego wojskami rosyjskimi generała Iwana Panina (nie wymieniają jednak tego nazwiska żadne źródła opisujące rosyjski szturm na Kraków z dnia 22 czerwca 1768 – w rzeczywistości chodziło o płk. Bocka). Jako przyczynę użycia guza (niekiedy guzika) od żupana popularne opracowania podają brak amunicji, o czym nie wspomina relacja o. Wytyszkiewicza OFM. Mogło to być także powodowane uznaniem nieprzyjaciela za charakternika, którego nie imają się kule. Był to powszechny wówczas przesąd, zgodnie z którym miały istnieć czary, zabezpieczające przed trafieniem ołowianą kulą, podczas gdy na pocisk ze srebra (srebrną kulę lub srebrny guz od żupana, użyty z braku srebrnej kuli), czary miały być nieskuteczne, o czym pisać zakonnikowi było niezręcznie.  
W 1897 na murze Barbakanu umieszczono tablicę pamiątkową ku jego czci z napisem: DNIA 22 CZERWCA 1768 ROKU MARCIN ORACEWICZ MIESZCZANIN I PASAMONIK KRAKOWSKI STRZAŁEM Z MURÓW MIASTA ZABIŁ PUŁKOWNIKA ROSYJSKIEGO, SKUTKIEM CZEGO ROSYANIE DNIA TEGO OD MIASTA ODSTĄPILI. 1897.
W 1889 podczas ekshumacji oficerów rosyjskich poległych w 1768 znaleziono m.in. czaszkę z głęboką raną postrzałową pod lewym okiem, co potwierdza relację o zabiciu przez Marcina Oracewicza rosyjskiego oficera. 
Doczekał się również w roku 1890 niewielkiego pomnika-popiersia autorstwa Michała Korpala w Parku Strzeleckim przy Celestacie.